# Mektoub, My Love: canto uno
Pour les articles homonymes, voir Mektoub.
Série
Mektoub, My Love: intermezzo
Pour plus de détails, voir Fiche technique et Distribution.
Mektoub, My Love: Canto Uno est un long métrage dramatique franco-italien, co-écrit et réalisé par Abdellatif Kechiche, sorti en 2017.
Le film est présenté en septembre 2017 à la Mostra de Venise puis est sorti en salles en 2018.
Il s'agit du premier volet de la trilogie Mektoub is Mektoub, suivi en 2019 par Mektoub, My Love: Intermezzo et en 2025 par Mektoub, My Love: canto due, et d'une libre adaptation cinématographique du roman La Blessure, la vraie de François Bégaudeau dont l'histoire est transposée une quinzaine d'années plus tard et dans un autre milieu social.

## Synopsis
En France en 1994, Amin espère vivre des scénarios qu'il écrit à Paris. Il retourne en été dans le Midi de la France où il a passé sa jeunesse chez ses parents qui tiennent un restaurant tunisien à Sète. Amin retrouve sa famille et ses amis de jeunesse, comme son cousin dragueur Tony ou sa meilleure amie Ophélie ; il passe son temps entre le restaurant familial, les bars du coin et la plage où viennent bronzer de jolies vacancières. Alors que Tony a du succès, Amin est plutôt timide. Il se trouve une occupation en photographiant la côte méditerranéenne dont il trouve la lumière fascinante et cherche l'inspiration de ses films futurs.

## Fiche technique
- Titre original : Mektoub, My Love: Canto Uno
- Réalisation et scénario : Abdellatif Kechiche, d'après La Blessure, la vraie de François Bégaudeau
- Photographie : Marco Graziaplena
- Montage :  Maria Giménez Cavallo, Nathanaëlle Gerbeaux
- Collaboratrice artistique : Maria Giménez Cavallo
- Premier assistant réalisateur : Nasreddine Ben Maati[3]
- Décors : Claire Amoureux
- Effets spéciaux : Paolo Galiano, Camillo Leporati
- Production : Amedeo Bacigalupo, Donatella Botti, Philippe Delarue, Ginevra Elkann, Abdellatif Kechiche, Riccardo Marchegiani, Francesco Melzi d'Eril, Michel Merkt, Ardavan Safaee, Jérôme Seydoux
- Sociétés de production[4] : Quat'sous Films, France 2 Cinéma, Pathé, Bianca Film et Good Films (it)
- Sociétés de distribution[5] : Pathé (France) et MK2 (Québec)
- Pays de production :  France -  Italie
- Genre : drame, romance
- Durée : 175 minutes
- Dates de sortie : 
  - Italie : 7 septembre 2017 (Mostra de Venise)
  - France : 21 mars 2018
  - Suisse : 21 mars 2018 (Suisse romande)

## Distribution
- Shaïn Boumedine :  Amin
- Ophélie Bau : Ophélie
- Salim Kechiouche : Tony
- Lou Luttiau : Céline
- Alexia Chardard : Charlotte
- Hafsia Herzi : Camélia
- Delinda Kechiche : La mère d'Amin
- Kamel Saadi : Kamel
- Hatika Karaoui : La mère de Tony
- Meleinda Elasfour : Mel
- Estefania Lopez Argelich : Estefania
- Hamid Rahmi : Joe
- Roméo De Lacour : Aimé
- Karina Kolokolchykova : La russe
- Mohamed Souda : Le père d'Amin
- David Ribeiro : Fernando
- Lydia Bouchali-Zemmour : La sœur de Tony
- Thomas Fessard : Thomas
- Sieme Miladi : Sieme
- Christophe Brodu : Le père d'Ophélie
- Charlotte Jude : La sœur d'Ophélie
- Lyse Warin : La cousine d'Ophélie

## Production

### Préproduction
Après La Vie d'Adèle, Kechiche hésita sur plusieurs projets. Il décida de faire l'adaptation du roman de François Bégaudeau, La Blessure, la vraie (l'écrivain ne cachait pas, en 2011, lors de la sortie de l'ouvrage, son admiration pour Kechiche et son souhait de le voir adapter son ouvrage). En 2017, Bégaudeau déclare que Kechiche a pris beaucoup de libertés avec l'adaptation. En décembre 2015, une interview apprend au public que La Blessure est trop compliquée à tourner, Kechiche se rabat un temps sur d'autres projets.

### Tournage
Abdellatif Kechiche tourne ce film à Sète à l'automne 2016 sous le titre Mektoub is Mektoub, il fut renommé ensuite Mektoub my Love. Le cinéaste, voulant faire une grande saga familiale, avait en fait tourné deux films (initialement nommés Les Dés sont jetés et Pray for Jack), tout en n'excluant pas un troisième volet.

### Postproduction
Canal+, Pathé Films et France Télévisions, qui coproduisent le long-métrage, sont désarçonnés par l'existence du second film, le contrat n'en prévoyait qu'un seul. Le cinéaste indique qu'il ne peut aller au festival de Cannes 2017, devant régler ce litige au tribunal de grande instance, avant de le présenter pour l'édition suivante. France Télévisions dément et déclare que rien n'empêche la sélection du film. Canto Uno est finalement sélectionné à la Mostra de Venise 2017.

## Sortie

### Critique
En France, le site Allociné propose une moyenne de 4/5 à partir de l'interprétation de 35 critiques de presse.

## Distinctions

### Sélection
- Mostra de Venise 2017 : sélection officielle[1]
- Festival du Film de Cabourg 2018 : Swann d'or du Meilleur Film et Prix Premier Rendez-Vous masculin décerné à Shaïn Boumedine

### Nominations
- César 2019 :
  - César du meilleur espoir féminin pour Ophélie Bau